# 穆罕默德·卡迪尔
莫咸特·基達（Mohamed Abdel Kader Coubadja Touré，1979年4月8日—），非洲國家多哥人，職業足球員，司职前锋。

## 生平

### 球會
莫咸特基達早年曾在多個北非國家聯賽效力，包括突尼西亞和埃及，也曾效力意甲球會帕爾瑪，但常被外借至瑞士球會。2004年他轉赴法國加盟當地小型球會索察，一年後轉投法國小球會甘岡。
近年他轉戰中東聯賽，目前效力阿聯酋球會Ajman Club。

### 國家隊
莫咸特基達曾協助國家隊打入2006年世界杯決賽週，在首場分組賽取得一個入球，乃國家隊史上首個在世界杯比賽取得入球的球員。惜因國家隊實力不足，只能以三戰三敗成績首圈出局。

## 外部連結
- （法文） Official website